# Daniela de Jong
Daniela de Jong (født 1. september 1998 i Stockholm, Sverige) er en svensk håndboldspiller, der spiller for Skuru IK i Svensk handbollselit og Sveriges kvindehåndboldlandshold.
Hun fik debut på det svenske A-landshold den 7. oktober 2021, mod Island. Hun blev også indkaldt i landstræner Tomas Axnérs trup til VM i kvindehåndbold 2021 i Spanien.

## Meritter
- Svensk handbollselit:
  - Vinder: 2021
  - Sølv: 2019